# 跳べ!ロックガールズ 〜メダルへの誓い
『跳べ!ロックガールズ～メダルへの誓い』（とべ！ロックガールズ、メダルへのちかい　原題:Make It or Break It）とは、オリンピック出場に向けて努力する10代体操選手の生活に焦点を当てた、10代または家族向けの米国テレビドラマシリーズである。
このシリーズはタッチストーン・ピクチャーズ製作の2006年の10代向けコメディドラマ映画『Stick It』に触発されたものである。ABC Familyチャンネルで2009年6月22日に初放映され、その視聴者は250万人に上る。
この番組は2009年7月27日に追加10エピソードの注文を受け 、翌年1月4日にその放送を開始し、第1シーズンのエピソード総数は20になった。
2010年1月、この番組は第2シーズンに向けてリニューアルされ 、同年6月28日午後10時に初放映された 。2010年7月13日から始まった新エピソードは、『プリティ・リトル・ライアーズ』に続いて放送された 。同番組の第2シーズンは、6ヶ月の中断を経て2011年3月28日に再開となった。このシリーズは2011年9月16日に第3シーズンに向けてリニューアルされ、2012年3月26日に初放映された 。2012年4月26日、このシリーズは終了で3シーズン目が最終シーズンになると発表された。シリーズ最終話は2012年5月14日に放映された。 
国際的には、イギリスのE4 、インドのZee Café、オーストラリアのFox8、カナダのABC Spark、マレーシアのRTM2、ニュージーランドのTV2、日本のDlifeで放映された。
『跳べ!ロックガールズ～メダルへの誓い』はホーリー・ソレンセン(Holly Sorensen)によって創作され、彼女はポール・スタッピンやジョン・ジフレンと共に番組の製作総指揮を勤めた 。体操演技のスタントダブルは元代表のオリンピック選手またはNCAAチャンピオン体操選手が行った。

## あらすじ
シーズン1
2012年夏季オリンピックでの金メダル獲得を目指して、国内屈指の（架空の）名門体操クラブ「ロック」で練習に励む少女たち。中でもペイソン、ケイリー、ローレンの3人は代表クラスの実力者。そこへ新たに奨学生としてエミリーが加入すると、新たな実力者の出現に3人が団結、全米選手権の出場枠をめぐって彼女たちは競い合うことになる。
彼女たちはそれぞれ他のメンバーに隠し事がある。エミリーは奨学金を打ち切られかねないことを恐れて、彼女が家計のために働かざるを得ない事実を隠そうとしている。ケイリーは「ロック」の男子体操選手カーターとの交際を（ロック内での男女交際はNGである）隠そうとする。ローレンはそのカーターと一夜を過ごしてしまったことを秘密にしている。ペイソンもまた全米選手権前の強化試合で全米女王のケリー･パーカーと戦うチャンスを逃すまいと、問題を両親やコーチから隠そうとしていた。
その強化試合でペイソンは何とか彼女に勝利する一方、コーチであるサシャの指示に従わず大技を狙って失敗したエミリーは、全米選手権への出場を取り消されて「ロック」へも出入禁止となってしまう。それでも彼女はサシャに認めてもらおうと、友人デイモンの助けを借りて、夜中にこっそりとジムに忍び込んでは練習に励んでいた。
全米選手権の直前、カーターが交際は遊びだったとケイリーに伝えたことから、彼女たちお互いの秘密も露見して、とんでもない修羅場に。それでも彼女たちは選手権のために全てを一旦脇に置いて、全米代表チームを決める大会に臨むことになるのだった。
シーズン2
第2シーズンで、少女たちはスーパースターの男性体操選手オースティンによって「ロック」に加わる。この前の大会で少女たちの運命は大きく揺さぶられた。
ペイソンは大会で大怪我。体が以前のように動かないと認めるのが嫌で、代表チーム入りを懇願するが拒否されて傷心する。コーチのサシャが芸術的体操選手に移行してキャリアを積んではどうかと説得していると、恋愛衝動に駆られたペイソンが彼にキスをしてしまう（対してサシャは彼女を押しのけた）。これを撮影していたテープが存在していたことから、やがてローレンの策略によってサシャはコーチを解任される。
働いていた秘密がバレたことで奨学金を打ち切られたエミリーの家族は財政的に難儀していたが、スティーヴ・ターナー（後に「ロック」の社長に就任）が彼女の練習のために私的な奨学金を拠出してくれることに。そんな折、弟が持病の発作を起こし、保険未加入から薬代を払えないエミリーは薬を盗んでしまい、逮捕されてしまう。
大会で新女王になったケイリーは、その立場から来るプレッシャーに苦しみ、摂食障害を発症していた。両親はそれを信じようとしなかったが、オースティンはケイリーに助けが必要だと説得を試みるのだった。
今度の彼女たちの舞台は、世界選手権のための試験。ペイソンは体操委員会と対立するも、自分を芸術的体操選手として受け入れるよう彼らに頼んでいた。エミリーは大会出場を諦められずに法廷の審問から逃げたため、警察は彼女を連れ去るため同会場に到着していた。摂食障害のケイリーは競技をしながら倒れてしまい、病院に急行を余儀なくされてしまう。それでも「ロック」の少女達は、世界選手権のチーム入りを目指すのだった。
シーズン3
シーズン3は、ペイソン、ローレン、ケイリーが2012年のロンドン五輪に備えて米国オリンピックトレーニングセンターに向かうところから始まる。そこでは新たな選手やコーチと対応することになった。 
新加入の体操選手ジョルダンは、コーチのマックに自分の練習を団体で一緒にやるよう申し入れていて、緊張が引き起こされた。コーチは少女たちを2人組にし、ケイリーにはケリー・パーカーと一緒に暮らして練習するよう、ローレンはペイソンとやるようになった。ケリー・パーカーはオリンピック水準に届かず、この体操クラブを去ることに。やがてジョルダンは、以前の元コーチが自分を虐待していたことを打ち明けた。
そんな折、ウェンディが禁止物質を含む風邪薬をケイリーに飲ませたことで、彼女は大会出場が絶望的となってしまう。オースティンとケイリーが再会した後、ローレン、ペイソン、そしてジョルダンはケイリーが演技するのを許可されない限り自分達はオリンピック代表選考会をボイコットすると体操委員会に伝える。ローレンはウェンディが隠していた秘密を発見し、彼女の策略だったことを暴露して、ウェンディを追放した。
最終的には、ペイソン、ローレン、ケイリーを含む5人の少女が、オリンピックのアメリカ代表として選ばれる。

## 出演者
主要な登場人物と出演者
| 登場人物          | 演者                           | 登場シーズン |
| ----------------- | ------------------------------ | ------------ |
| ケイリー･クルーズ | ジョージー・ローレン           | 1-3          |
| ペイソン･キーラー | エイラ・ケル                   | 1-3          |
| ローレン･タナー   | キャシー・スケルボ             | 1-3          |
| エミリー          | チェルシー・ホッブズ           | 1-2          |
| サマー            | キャンディス・キャメロン・ブレ | 1-2、回想で3 |
| サシャ            | ニール・ジャクソン             | 1-2、回想で3 |
| スティーヴ        | アンソニー・スターク           | 1-2、回想で3 |
| キム              | ペリー・ギルピン               | 1-2          |
| クロエ            | スーザン・ウォード             | 1-2          |
| デイモン          | ジョニー・ペイカー             | 1-2          |
| コーチ            | ドンドレ・ホイットフィールド   | 3            |

## ニールセン視聴率
ABC Familyチャンネルでの各シーズンの平均推定視聴者数は次のとおり。
| シーズン | 時間帯 (ET/PT)                                                                         | 話数 | 初放映        | 初放映               | 最終話        | 最終話                 | TV年度    | 視聴者 (百万人) |
| シーズン | 時間帯 (ET/PT)                                                                         | 話数 | 日付          | 初回 視聴者 (百万人) | 日付          | 最終回 視聴者 (百万人) | TV年度    | 視聴者 (百万人) |
| -------- | -------------------------------------------------------------------------------------- | ---- | ------------- | -------------------- | ------------- | ---------------------- | --------- | --------------- |
| Season 1 | 月曜9:00 pm (2009–2010) 月曜10:00 pm (2010) 火曜9:00 pm (2010) 月曜9:00 pm (2011–2012) | 20   | 2009年6月22日 | 2.50                 | 2010年3月8日  | 2.50                   | 2009-2010 | 2.24            |
| Season 2 | 月曜9:00 pm (2009–2010) 月曜10:00 pm (2010) 火曜9:00 pm (2010) 月曜9:00 pm (2011–2012) | 20   | 2010年6月28日 | 1.83                 | 2011年5月23日 | 1.49                   | 2010-2011 | 1.68            |
| Season 3 | 月曜9:00 pm (2009–2010) 月曜10:00 pm (2010) 火曜9:00 pm (2010) 月曜9:00 pm (2011–2012) | 08   | 2012年3月26日 | 1.57                 | 2012年5月14日 | 1.29                   | 2012      | 1.19            |

## DVD販売
ウォルト・ディズニー・スタジオ・ホーム・エンターテイメントは、最初の10話を『Make It or Break It - Volume 1：Extended Edition』というタイトルでセット発売した。日本国内では、ウォルト・ディズニー・ジャパンが『跳べ!ロックガールズ ～メダルへの誓い シーズン1』として販売している。ボーナス素材には、没になったシーンや、決して見られなかった長尺のフィナーレ、そして短編の『Making It』では難しいスタントでどのように出演俳優が演技をこなすのかを収録している。
| 名称                                 | 発売日        | 話数 | 追加情報                                                    |
| ------------------------------------ | ------------- | ---- | ----------------------------------------------------------- |
| Season 1, Volume 1: Extended Edition | 2010年1月12日 | 10   | 没シーン、見られなかった長尺フィナーレ、短編の『Making It』 |
| Season 1, Volume 2                   | 2011年1月4日  | 10   | 没シーン                                                    |
| Season 2, Volume 3                   | 2011年3月3日  | 10   | 没シーン                                                    |

## 賞とノミネート
| 年   | 賞                           | 部門                                                            | 受賞、候補者             | 結果       |
| ---- | ---------------------------- | --------------------------------------------------------------- | ------------------------ | ---------- |
| 2009 | ティーン・チョイス・アワード | Choice Summer TV Show                                           | 本作品                   | ノミネート |
| 2010 | グレイシー賞                 | Outstanding Female Actor in a Supporting Role in a Drama Series | ペリー・ギルピン         | 受賞       |
| 2010 | ティーン・チョイス・アワード | Choice Summer TV Show                                           | 本作品                   | ノミネート |
| 2010 | ティーン・チョイス・アワード | Choice Summer TV Star Male                                      | ザカリー・バー・エイベル | ノミネート |
| 2010 | ティーン・チョイス・アワード | Choice Summer TV Star Female                                    | ジョージー・ローレン     | ノミネート |
| 2011 | ティーン・チョイス・アワード | Choice TV Drama                                                 | 本作品                   | ノミネート |
| 2011 | ティーン・チョイス・アワード | Choice TV Star Female Drama                                     | ジョージー・ローレン     | ノミネート |